# Marcellaz-Albanais
Marcellaz-Albanais är en kommun i departementet Haute-Savoie i regionen Auvergne-Rhône-Alpes i sydöstra Frankrike. Kommunen ligger i kantonen Rumilly som tillhör arrondissementet Annecy. År 2022 hade Marcellaz-Albanais 1 985 invånare.

## Befolkningsutveckling
Antalet invånare i kommunen Marcellaz-Albanais
| Referens: INSEE |